# Sterben
Sterben (Morir) es una película dramática de Matthias Glasner que se estrenó en febrero de 2024 en el Festival Internacional de Cine de Berlín. El estreno en cines en Alemania está previsto para finales de abril de 2024. En los papeles principales están Corinna Harfouch, Lars Eidinger, Lilith Stangenberg, Robert Gwisdek y Ronald Zehrfeld.

## Trama
Lissy Lunies tiene alrededor de 70 años y disfruta de su libertad desde que su marido Gerd, que sufre demencia, vive en un centro de cuidados. Sin embargo, Lissy tiene que luchar ella misma contra varias enfermedades, sufre de diabetes, tiene una enfermedad renal y cáncer. Está empezando a quedarse ciega paulatinamente.
Tom, el hijo de Lissy, trabaja como director de orquesta. Está preparando una nueva composición llamada Sterben junto con su mejor amigo Bernard. El propio Bernard está deprimido. Liv, la exnovia de Tom, lo contrata como padre sustituto de su hijo.
Ellen, la hermana de Tom, conoce al dentista Sebastian, con quien comienza una aventura. Ambos tienen predilección por el alcohol. Como inconformista, Ellen prefiere estar ebria. 

## Producción

### Equipo de filmación y elenco

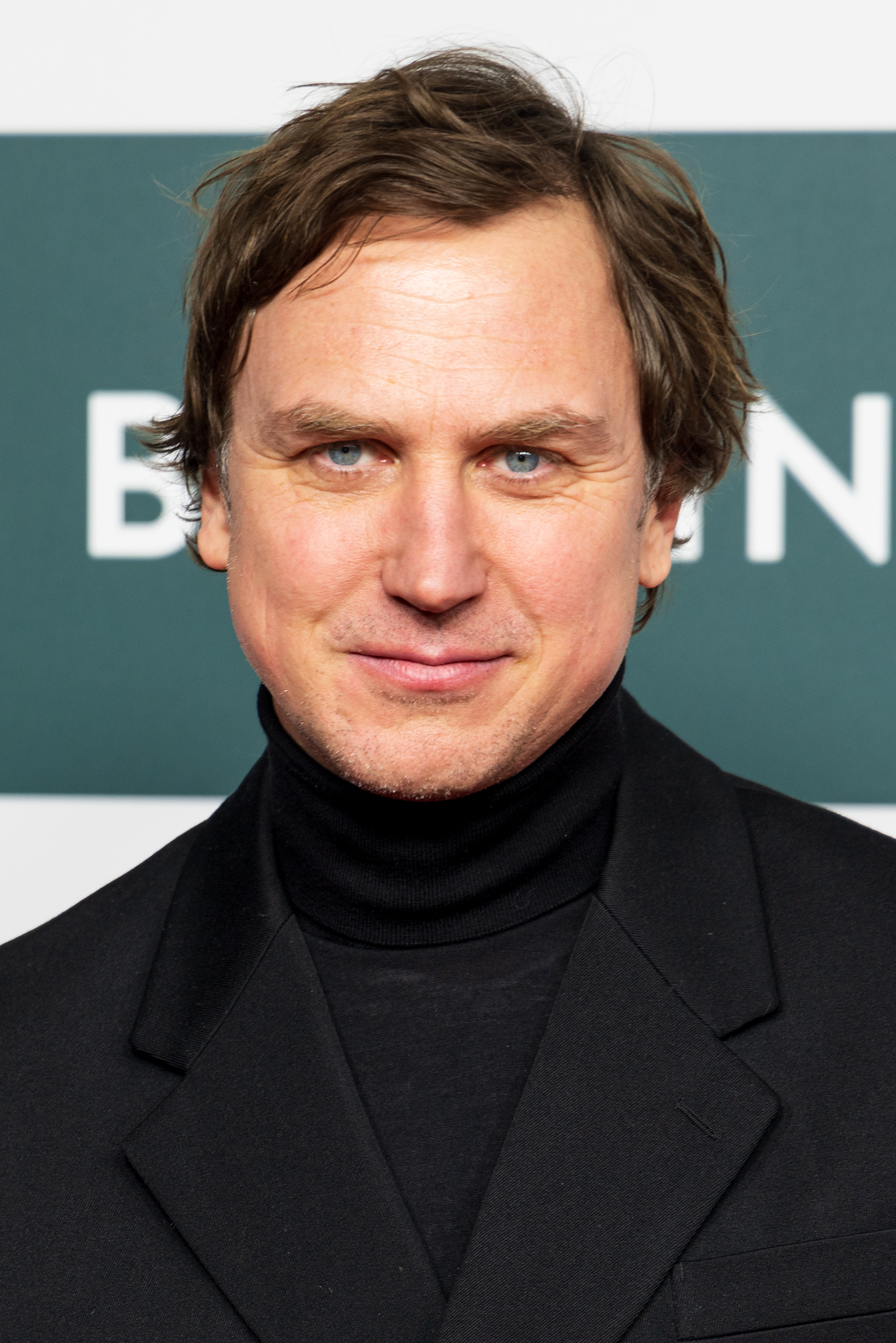
Lars Eidinger interpreta al director Tom

La película fue dirigida por Matthias Glasner, quien también escribió el guion. En 1996 fundó con su amigo el actor Jürgen Vogel la productora cinematográfica Schwarzweiss Filmproduktion. Vogel protagonizó un papel principal en La hora del lobo en 2011, dirigida por Glasner, y también protagonizó el papel principal en la serie de televisión Blochin de Glasner.
Corinna Harfouch interpreta el papel principal, Lissy Lunies. Ya había interpretado el papel principal en la película dramática de Glasner This Is Love. Hans-Uwe Bauer interpreta el papel de su marido Gerd, que sufre demencia. Ya había interpretado al marido de Harfouch en la serie de televisión Zeit der Geheimnisse. Lars Eidinger interpreta a su hijo Tom y Robert Gwisdek interpreta a su amigo Bernard. Anna Bederke interpreta a la exnovia de Bernard, Liv Lunies. Se puede ver a Lilith Stangenberg en el papel de Ellen, la hermana de Tom, y a Ronald Zehrfeld en el papel del dentista Sebastian, con quien comienza una relación. Tom Böttcher interpreta al Tom más joven.

### Financiación y rodaje
La película recibió una financiación de 1,44 millones de euros del Deutschen Filmförderfonds, 700.000 euros del Comisario de Cultura y Medios del Gobierno Federal, 500.000 euros del Film Fund y 500.000 euros del Film-und Medienstiftung NRW de 500.000, del Film FernsehenFonds Bayern por un importe de 180.000 euros, del MOIN Filmförder Hamburg Schleswig-Holstein por un importe de 400.000 euros y de Nordmedia - Film- und Mediengesellschaft Niedersachsen/Bremen mbH por un importe de 140.000 euros.   
El rodaje tuvo lugar desde finales de noviembre de 2022 hasta principios de abril de 2023 en Berlín, Baviera, Renania del Norte-Westfalia, Hamburgo y Baja Sajonia. Jakub Bejnarowicz actuó como camarógrafo. Glasner también trabajó con él en Gnade, así como en el episodio de Tatort The Ballad of Cenk and Valerie, que dirigió.
La música fue compuesta por Lorenz Dangel, con quien Glasner ya había trabajado en Blochin.

## Estreno
El estreno tuvo lugar el 18 de febrero de 2024 en el Festival Internacional de Cine de Berlín.  Glasner ya había presentado allí su película Grace en la competición de 2012. El estreno en cines en Alemania está previsto para el 25 de abril de 2024. 

## Recepción
Peter Bradshaw, The Guardian, opina: "La epopeya de Matthias Glasner es una comedia negra sobre la disfunción familiar [...] Quizás no sea exactamente profunda, pero sí tremendamente visible y entretenida. Se trata del tema tradicional de lo que heredamos de nuestros padres y de lo que se gana y se pierde al rechazar esa herencia." 
Joachim Kurz, Kino-Zeit, elogió la obra: "Matthias Glasner entrelaza ingeniosamente estos [...] niveles [...], añadiendo las omisiones y los espacios en blanco de los anteriores en cada capítulo posterior y creando así un panorama de múltiples capas de una familia. Por un lado, esto hay que calificarlo de disfuncional. Por otro lado, este campo de escombros familiares ofrece suficientes puntos de partida, incluso para constelaciones familiares aparentemente intactas, [como] para provocar un proceso aterrador de toma de conciencia de los propios problemas, rupturas y mentiras en la vida. El amor y su ausencia, el placer y la embriaguez, el nacimiento, la enfermedad y la irracionalidad de la muerte, el arte y su imposibilidad: todo esto trata sobre la muerte y en algunos momentos está imbuido de un humor tan sombrío que registras tu propia risa con asombro y si en última instancia uno no debería avergonzarse de ello [...] La personalísima película de Matthias Glasner, Dying, es una pieza dura, audaz y desafiante, casi un monolito, y esto se puede ver no sólo en la enorme duración de 183 minutos, sino (por supuesto) también en el título. " 